# إيرني كيني
إيرني كيني هو لاعب هوكي الجليد كندي، ولد في 20 أغسطس 1907 في Vermilion, Alberta ‏ في كندا، وتوفي في 2 يونيو 1970.

## وصلات خارجية
- إيرني كيني على موقع دوري الهوكي الوطني (الإنجليزية)
- إيرني كيني على موقع EliteProspects.com (الإنجليزية)
- إيرني كيني على موقع HockeyDB.com (الإنجليزية)
- إيرني كيني على موقع Hockey-Reference.com (الإنجليزية)